# Agrostis wardii
Agrostis wardii är en gräsart som beskrevs av Norman Loftus Bor. Agrostis wardii ingår i släktet ven, och familjen gräs. Inga underarter finns listade i Catalogue of Life.